# 解放阁
解放阁，是中国山东省济南市的景点，在原济南城墙东南角。隔护城河与黑虎泉相望。解放阁是为纪念中国人民解放军在第二次国共内战的济南战役中攻占济南而建立的，其址即1948年9月24日解放军攻城的突破口。现为山东省文物保护单位。

## 历史
解放阁台基建于1965年，其下的城墙因而被保留，其他部分城墙则被拆除。1977年12月23日被定为山东省文物保护单位。1985年，开始建阁，到1986年9月24日正式落成。1988年被评为“泉城十大景观”之一。1998年，济南市政府重修解放阁，并安装了夜间照明设施。

## 建筑
解放阁通高34.1米（连台基），占地1637.2平方米，建筑面积为617.2平方米。建筑四面方形，外观为中国传统建筑形式，内部则为现代建筑结构。黄琉璃瓦顶，侧壁以花岗石贴面。阁分两层，上层为重檐攒尖顶，飞檐殿脊走兽，四角有风铃，飞檐下设斗栱。下层建有环廊，以抱厦与阁体连接。廊外有平台，台周分建石栏。

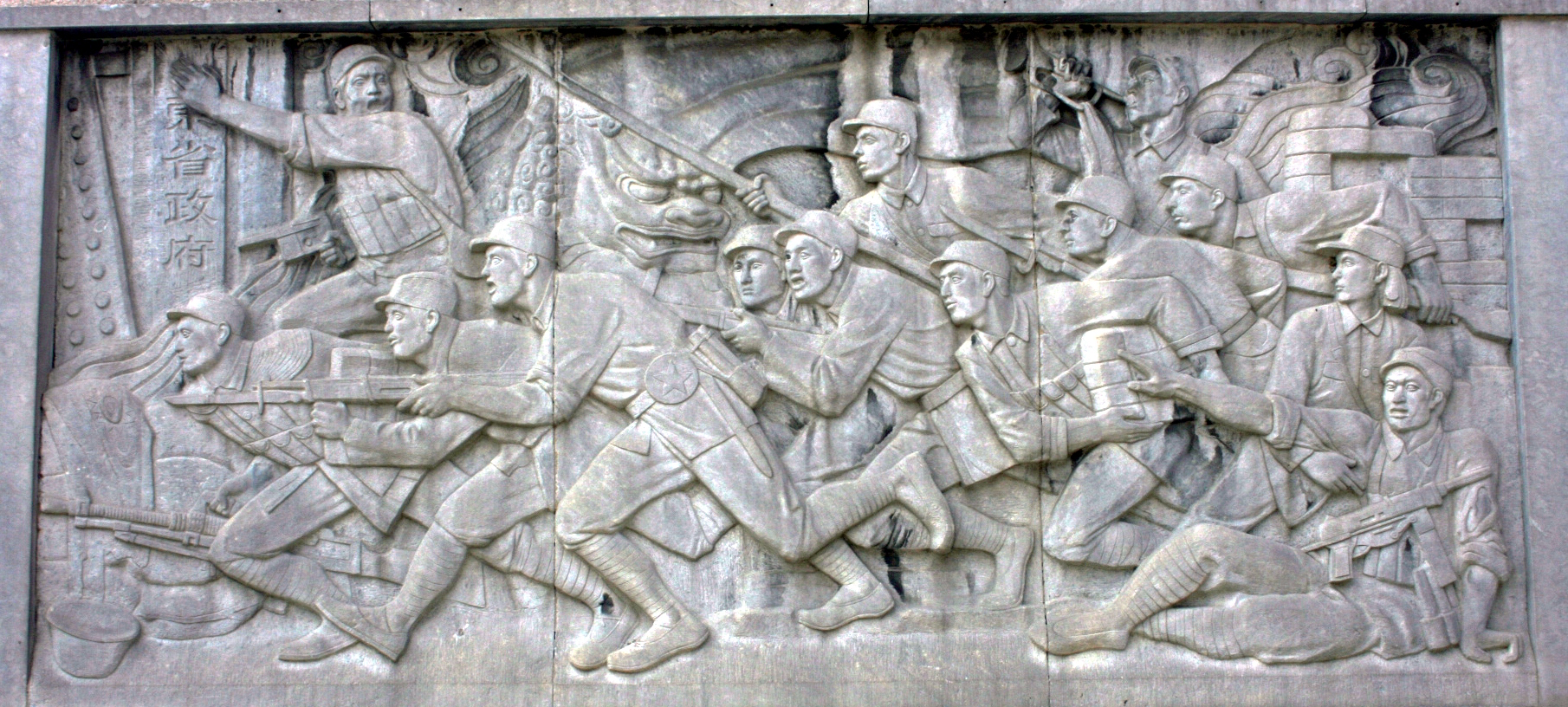
浮雕

台基西、南两侧分别镶嵌着鎏金的“解放阁”三字，为原华东野战军司令员陈毅于1965年题写。台基东侧，贴壁立有“解放济南战役革命烈士纪念碑”，以楷书镌刻着中共方面在济南战役中牺牲的3764位烈士的名单，为济南书法家朱学达所书。台基西侧，镶嵌有济南市人民政府于1986年9月立的《解放阁修建碑纪》，由书法家武中奇书写。阁内为展厅，是中共革命传统教育的重要场所。閣南是護城河，護城河與解放閣之間為白石泉，城河對岸為黑虎泉。